# Daniela Rojková
Daniela Gonciova-Rojková (ur. 16 kwietnia 1984) – słowacka siatkarka grająca na pozycji przyjmującej. Karierę sportową rozpoczynała w Slavii UK Bratysławia. Reprezentantka Słowacji.

## Kluby
- Slavia UK Bratysława : 1996–2006
- Dialog Gwardia Wrocław : 2006–2007
- VK Prostejov : 2007–2009
- Slavia UK Bratysława : 2009–

## Sukcesy klubowe
- Mistrzostwo Słowacji (2004)
- Wielokrotne zwycięstwo w Pucharze Słowacji
- Puchar Czech (2008)
- Dwukrotne zwycięstwo w Pucharze Czech i Słowacji

## Sukcesy reprezentacyjne
- II miejsce w Lidze Środkowoeuropejskiej
- X miejsce na Uniwersjadzie w Bangkoku